# Історія транспорту

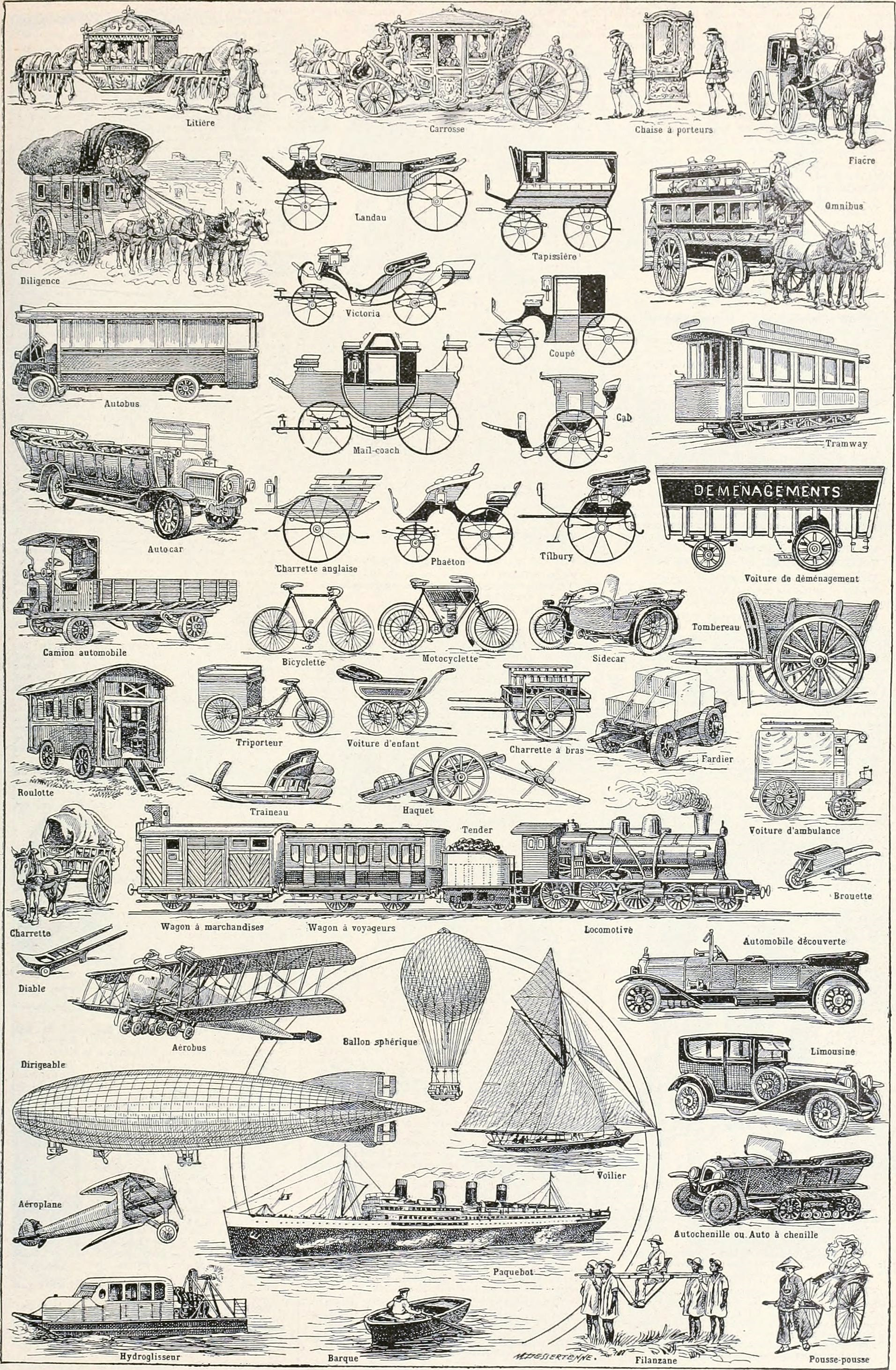

Історія транспорту — це багато в чому історія технологічних інновацій. Технологічний прогрес дозволив людям подорожувати далі та швидше, досліджувати більше території та розширювати свій вплив на все більші території. Навіть у стародавні часи нові знаряддя праці, як-от покриття для ніг, лижі та снігоступи, подовжували відстані, які можна було подолати. У міру застосування нових винаходів і відкриттів для вирішення транспортних проблем час у дорозі скоротився, а можливість переміщення більших і більших вантажів зросла. Інновації продовжуються, оскільки транспортні дослідники працюють над пошуком нових способів зниження витрат і підвищення ефективності транспорту.

## Земля

### Дорога

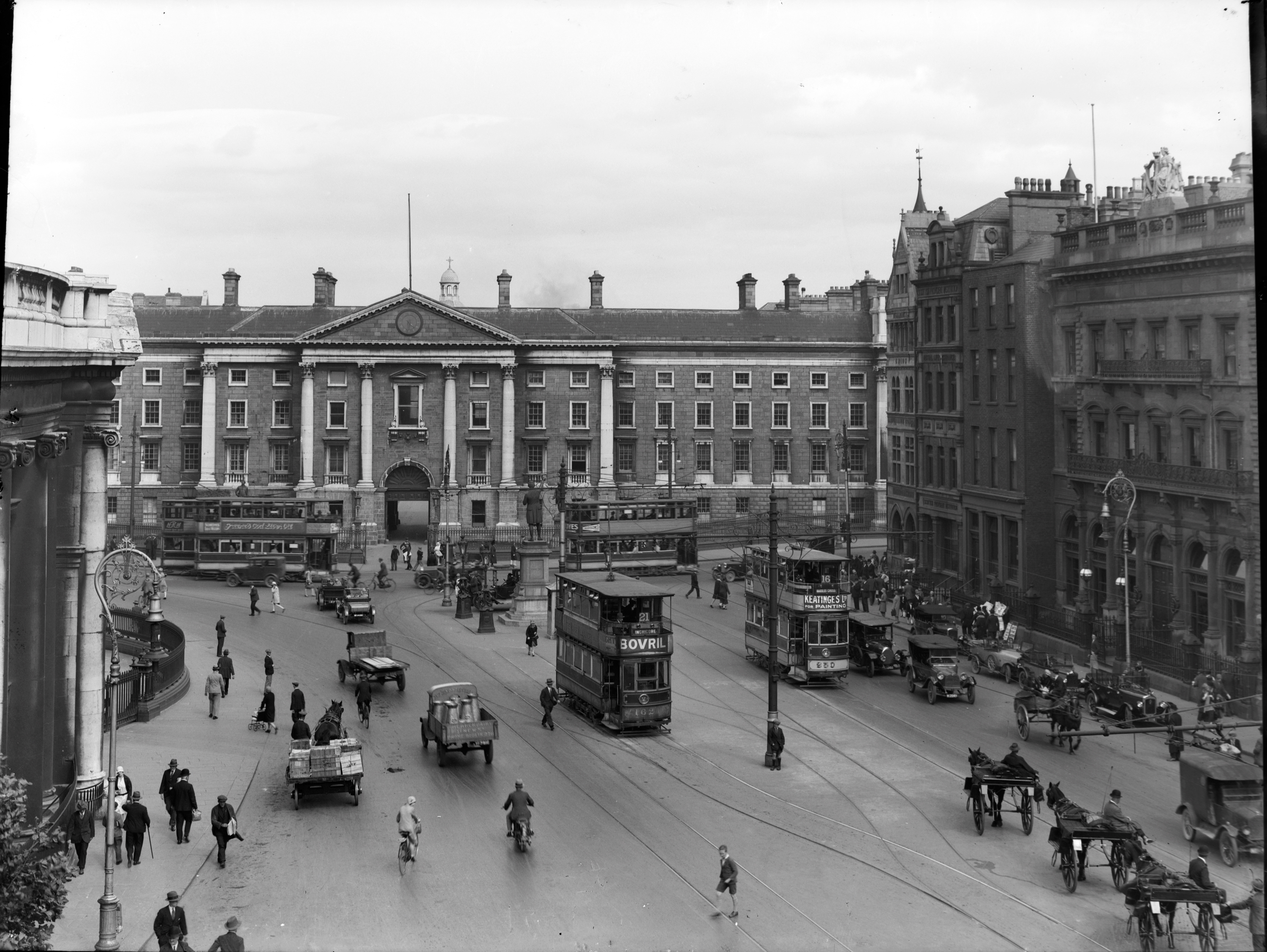
Види автомобільного транспорту в Дубліні, 1929 рік

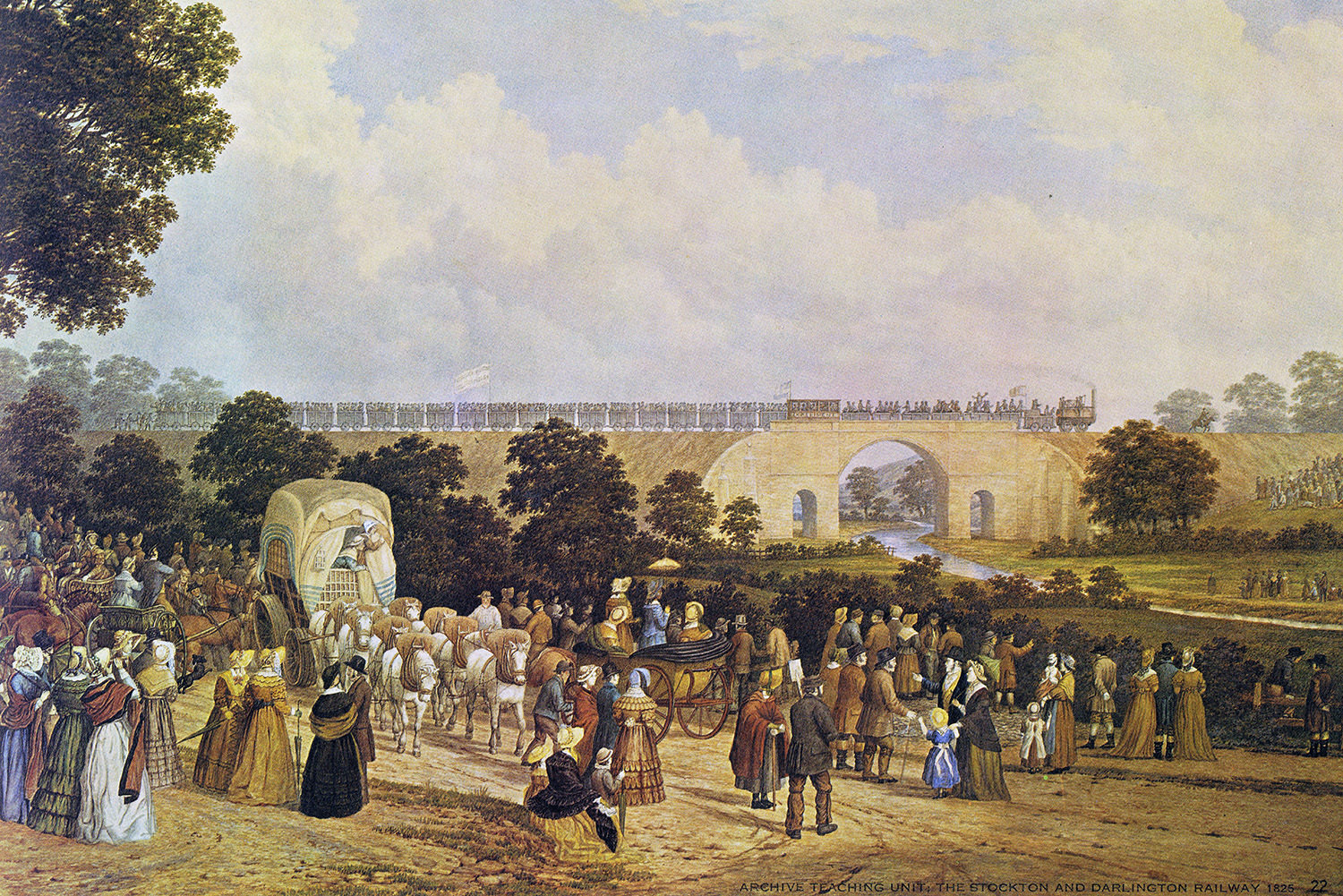
Паровий локомотив Стоктон Дарлінгтон Будівництво залізниці 1820 р

Відкриття паровозної залізниці в Ліверпулі та Манчестері (1830)

Перша громадська залізниця для перевезення пасажирів була відкрита залізницею Суонсі та Мамблса в Ойстер-Мусті в 1807 році з використанням кінних екіпажів на існуючих трамвайних лініях. У 1802 році Річард Тревітік спроектував і побудував перший (без назви) паровий локомотив, який рухався по гладких рейках. Він був корнуолльським інженером і демонстрував свій винахід залізниці в валлійському шахтарському містечку Мертір-Тідфіл.
Перш ніж зробити справжній прорив у створенні першого залізничного двигуна, Тревітік стикався з невдачами та успіхами на цьому шляху. Однією з його перших успішних демонстрацій був паровий локомотив «Puffing Devil» у 1802 році, тоді як катастрофа в Гринвічі в 1803 році майже вирішила долю локомотивних подорожей, коли четверо чоловіків загинули в результаті вибуху одного з двигунів Тревітіка. Цей інцидент був використаний його суперниками як важіль, щоб зупинити виробництво парових двигунів високого тиску.
Проте «Локомотив Пенідаррена» Тревітіка відзначив своє місце в історії, ставши першим повномасштабним діючим залізничним паровим локомотивом. Парі між благодійником Тревітика Семюелем Хомфраєм і Річардом Кроушеєм стала причиною ключової демонстрації локомотива. Хомфрей поклав об заклад на 500 гіней, що локомотив перевезе десять тонн заліза з металургійного заводу Пендідаррен до села Аберкінон, яке було майже в десяти милях.
Локомотив Тревітіка пройшов шлях трохи більше ніж за чотири години, остаточно підтвердивши міцність і надійність локомотивів. Однак Тревітік так і не отримав належної оцінки і помер у злиднях у 1833 році .

#### Сучасний локомотив
У 1812 році Метью Мюррей довів життєздатність парової машини. Salamanca був першим локомотивом з двома циліндрами.
У 1879 році розвиток електровозів у Німеччині процвітав. Наприкінці 19 століття Вернер фон Сіменс продемонстрував перший експериментальний електричний пасажирський поїзд. Поїзд перевозив близько 90 000 людей і працював над концепцією ізольованої третьої рейки для постачання електроенергії. У 1881 році Siemens побудував першу в світі лінію електричного трамвая в передмісті Берліна Ліхтерфельде. Слідуючи цій тенденції, багато подібних ініціатив було створено в Брайтоні та Відні в 1883 році.

##### Тепловози
Доктор Рудольф Дизель розробив новий тип залізничних локомотивів, які використовували новий метод внутрішнього згоряння для приведення в рух залізниці. У 1892 році він запропонував цей метод і незабаром викликав припущення про те, чи справді цей тип двигуна буде працювати. З кінця 19-го століття до початку 20-го століття Рудольф Дизель працював над впровадженням дизельного палива на правильний шлях і намагався покращити співвідношення потужності до ваги. Працював у швейцарській інженерній фірмі Sulzer. Згодом до кінця Другої світової війни парові двигуни застаріли і рідко використовувалися в розвинених країнах.
У найбільшому масштабі системи, у 1914 році, було близько 20 000 миль (32 000 км) траси, якою керують 120 компаній-конкурентів. Британський уряд об'єднав усі ці компанії в чотири основні групи в 1923 році як економічний захід.
Британські залізниці, під назвою British Rail, колишня національна залізнична система Великої Британії, була створена Законом про транспорт 1947 року, який започаткував державну власність на залізниці.

## Вода

### Торгівля
Часто міста, а також прилеглі до них сільськогосподарські території зазвичай не є самодостатніми для сільського господарства. Через це люди, які проживали в цих регіонах, були змушені торгувати з іншими містами, кочівниками чи іншими скотарями. Зазвичай люди обмінювали один одного на такі речі, як сировина (такі як метали, такі як олово, бронза, мідь або залізна руда) або тварин. «Міжконтинентальну модель» світової торгівлі «між 1500 і 1800 роками на основі міжрегіональної конкуренції у виробництві та торгівлі»  запропонував Фредерік Мауро, але раннє її існування спостерігав Дадлі Норт у 1691 році. Цей світовий ринок торгівлі, а також потік фінансів повсюди, охоплювали взаємопов’язані усю земну кулю, дозволяли міжгалузеві та міжгалузеві регіональні поділи як породженої конкуренції, так і праці.
Через водний кордон багато людей протягом історії подорожували водою так само, як і сушею. Поряд з цим, досить велика кількість людей покладалася на морську та морську торгівлю, набіги, піратство чи контрабанду для виживання. Прибережні народи, що відображають симбіоз суші та моря, часто мали б більше спільного одне з одним, ніж із сусідніми островами. Протягом багатьох століть у минулому вода постачала найдешевший, а часом і єдиний засіб транспортування сипучих матеріалів у великих масштабах, а також це був найбезпечніший спосіб забезпечити транспортування на великі відстані. Через це близькість моря спонукала жителів Південно-Східної Азії брати участь у торгівлі на великі відстані, але не лише вода з’єднувала береги один з одним – мореплавці разом із торговцями також брали участь у цих торгових шляхах.

#### Порти та внутрішні країни
Морські торговці найчастіше збиралися в портах, які вважалися місцем зустрічі суші та моря, що з’єднувало внутрішні країни з іншим світом. Існували деякі порти, які користувалися більшою перевагою, ніж інші, завдяки гарному розташуванню, достатнім складським приміщенням, доступним гаваням і достатнім запасам їжі та води стали «антрепотами», які, по суті, були суперцентрами торгівлі. Ці порти рідко вважалися кінцевим пунктом призначення, а скоріше центральними точками зустрічі в економічному та політичному середовищі, яке постійно змінювалося.  Незалежно від того, в Азії, Європі чи Африці ці портові центри складалися з етнічно та культурно різноманітних громад. У багатьох були чиновники, які були іноземцями або корінням - вони були вправними у знаннях різних культур і мов торговців, які працювали в портах, які також були іноземцями. Це робилося для того, щоб успішно контролювати торгівлю, яка мала сталося. У багатьох портах купці стали більш впливовою групою в місцевій політиці. Крім того, ці порти сприяли культурному обміну разом з економічним обміном завдяки тому факту, що вони були відкриті для світу для змішування рас, культур та ідей, а також тому факту, що ця суміш як місцевих жителів, так і прибульців з різного походження, які були відкриті до прийняття культурних відмінностей. Розбудова нації та сучасність зменшили роль морської торгівлі та збільшили залежність від торгівлі через землю та повітря в економічному та соціальному обміні. Незважаючи на те, що Сінгапур, Бангкок і Гонконг все ще живі та доступні для світу, подібно до своїх ранніх сучасних аналогів, які обслуговують такі функції, як туризм, який не пов’язаний із зовнішньою торгівлею, лише кілька портів сьогодні є такими ж економічно важливими, як вони були в минулому.
Внутрішня торгівля рухалася як водним, так і сухопутним шляхом. Наприклад, судноплавство на невеликих човнах проходило вздовж узбережжя Індії, але внутрішні водні шляхи були легко доступні для транспортування товарів у багатьох частинах Індії, особливо на півдні. Каравани, що містили кількість від десяти до сорока тисяч в’ючних або тяглових тварин, рухалися по суші одночасно. Комбінації цих видів транспорту здійснювалися по всьому субконтиненту, тому їх перевантажували до та з морської торгівлі на великі відстані. Більшість усіх портових міст перебували в симбіозі з караванними шляхами до та з пов’язаних із ними внутрішніх районів, а іноді навіть із віддаленими трансконтинентальними регіонами. Особливо це стосується Центральної Азії, і пропонується розглядати континентальну торгівлю як на суші, так і на океанську морську торгівлю не як окремі чи конкурентні, а як дзеркальне відображення одна одної.

## Повітря
Повітряний транспорт.  Людство відкрило для себе такий вид транспорту як повітряний 5 червня 1783 першим польотом на аеростаті.